# Stenelmis zhangi
Stenelmis zhangi is een keversoort uit de familie beekkevers (Elmidae). De wetenschappelijke naam van de soort werd in 2006 gepubliceerd door Jäch & Kodana.